# Березанський краєзнавчий музей
Березанський краєзнавчий музей — краєзнавчий музей у місті Березані Київської області, цікаве зібрання матеріалів і предметів з етнографії та культури східної Київщини, міський культурно-освітній осередок.

## Загальні дані
Березанський краєзнавчий музей міститься у функціональній сучасній будівлі з використанням елементів народної архітектури за адресою:
вул. Героїв Небесної Сотні, буд. 22, м. Березань 07540 (Київська область, Україна).
Заклад працює щоденно від 08:00 до 16:00 години (вихідний — понеділок).

Стенд про творців музею.

Директором закладу є почесний житель міста, заслужений працівник культури України Рих Галина Лаврентіївна.

## З історії музею
Краєзнавчий музей у місті Березані був урочисто відкритий у 1975 році.
Особливо великий внесок у створення постійної музейної експозиції зробила незмінна від часу заснування директорка закладу Рих Галина Лаврентіївна. Серед осіб, що прислужилися до становлення краєзнавчого музейного осередку в Березані, варто відзначити ім'я народного умільця Бушлі Андрія Єгоровича, чиїми руками створено значне число експонатів музею, зокрема в розділах природничому та шевченкознавчому.
Зараз це значний культурний осередок Березані, де нерідко проводяться різноманітні міські заходи. Так, щороку в грудні на базі музею влаштовуються театралізовані вечорниці.

## Експозиція
Експозиція Березанського краєзнавчого музею розповідає про історію міста з найдавніших часів і до сьогодення, й складається з таких розділів:

«Шевченкова світлиця»

- кімната природи — відтворює різномаїття місцевих флори та фауни;
- кімната побуту — розповідає про традиційні ремесла, демонструє народні знаряддя праці;
- кімната Т. Г. Шевченка («Шевченкова світлиця») — тут зібрані, здебільшого зроблені народними умільцями, твори з циклу Шевченкіана;
- кімната 1930-х років — одна з оновлених нещодавно експозицій, у який нині закцентовано увагу на трагізм указаного періоду, зокрема, висвітлює тематику Голодомору 1932—33 років;
- кімната народної творчості — представлено вироби народних умільців, а також подарунки з міст-побратимів та інших країн. Цікавим експонатом є тканий рушник завдовжки 6 метрів;
- експозиція Успенського собору Києво-Печерської лаври;
- кімната нумізматики — тут можна побачити гроші з багатьох країн світу;
- кімната бойової слави — розповідає про Другу Світову війну;
- виставковий зал — тут періодично організовуються виставки місцевих та приїжджих митців.

## Виноски
1. ↑  Березанський краєзнавчий музей на www.prostir.museum («Музейний простір України»)
2. ↑  Березань // Київщина Туристична. Путівник., К.: «Світ успіху», 2009, стор. 85
3. ↑  Березанський краєзнавчий музей [Архівовано 29 березня 2009 у Wayback Machine.] на сайті Київської обласної туристичної агенції [Архівовано 22 вересня 2010 у Wayback Machine.]